# Len Sutton
Len Sutton (9 d'agost de 1925 a Portland, Oregon - Ibídem 4 de desembre de 2006) fou un pilot estatunidenc de curses automobilístiques. Herman va córrer a la Champ Car a les temporades 1955-1965 incloent-hi la cursa de les 500 milles d'Indianapolis que va córrer els anys 1958, 1959, 1960, 1961, 1962, 1964 i 1965. Va morir el després d'una llarga temporada lluitant contra el càncer.

## Resultats a l'Indy 500
| Any    | Cotxe  | Sortida | Vel. mitja | Pos.   | Final  | Voltes | V. Líder | Retirat    |
| ------ | ------ | ------- | ---------- | ------ | ------ | ------ | -------- | ---------- |
| 1958   | 68     | 27      | 142.653    | 27     | 32     | 0      | 0        | Accident   |
| 1959   | 8      | 22      | 142.107    | 26     | 32     | 34     | 0        | Accident   |
| 1960   | 9      | 5       | 145.443    | 7      | 30     | 47     | 0        | Pistons    |
| 1961   | 8      | 8       | 145.897    | 10     | 19     | 110    | 0        | Embragatge |
| 1962   | 7      | 4       | 149.328    | 4      | 2      | 200    | 9        | Va acabar  |
| 1964   | 66     | 8       | 153.813    | 9      | 15     | 140    | 0        | Magneto    |
| 1965   | 16     | 12      | 156.121    | 13     | 12     | 177    | 0        | Retirat    |
| Totals | Totals | Totals  | Totals     | Totals | Totals | 708    | 9        |            |

| Sortides     | 7 |
| Poles        | 0 |
| Voltes líder | 0 |
| Victòries    | 0 |
| Top 5        | 1 |
| Top 10       | 1 |
| Retirat      | 5 |

## A la F1
El Gran Premi d'Indianapolis 500 va formar part del calendari del campionat del món de la Fórmula 1 entre les temporades 1950 a la 1960 i els pilots que competien a l'Indy durant aquests anys també eren comptabilitzats pel campionat de la F1.
Dick Rathmann va participar en 5 curses de F1, debutant al Gran Premi d'Indianapolis 500 del 1958 i va participar en el Gran Premi d'Indianapolis 500 en 2 ocasions més.

### Palmarès a la F1
- Participacions: 3
- Poles: 0
- Voltes ràpides: 0
- Victòries: 0
- Punts vàlids per la F1: 0